# Sant (distrikt i Mongoliet, Selenga)
Sant (mongoliska: Сант Сум, Сант, Sant Sum) är ett distrikt i Mongoliet.   Det ligger i provinsen Selenga, i den centrala delen av landet, 180 km nordväst om huvudstaden Ulaanbaatar.